# Открытый чемпионат США по теннису 2006
Открытый чемпионат США по теннису 2006 года — 126-й розыгрыш ежегодного профессионального теннисного турнира серии Большого шлема, проводящегося в американском городе Нью-Йорк на кортах местного Национального теннисного центра. Традиционно выявляются победители соревнования в девяти разрядах: в пяти — у взрослых и четырёх — у старших юниоров.
В 2006 году матчи основных сеток прошли с 28 августа по 10 сентября. Соревнование традиционно завершало сезонов турниров серии в рамках календарного года. В 3-й раз подряд турниру предшествовала бонусная US Open Series для одиночных соревнований среди взрослых, шестёрка сильнейших по итогам которой, исходя из своих результатов на Открытом чемпионате США, дополнительно увеличивала свои призовые доходы.
Прошлогодние победители среди взрослых:
- в мужском одиночном разряде —  Роджер Федерер
- в женском одиночном разряде —  Ким Клейстерс
- в мужском парном разряде —  Боб Брайан и  Майк Брайан
- в женском парном разряде —  Лиза Реймонд и  Саманта Стосур
- в смешанном парном разряде —  Даниэла Гантухова и  Махеш Бхупати

## Соревнования

### Взрослые

#### Мужчины. Одиночный турнир
Роджер Федерер обыграл  Энди Роддика со счётом 6-2, 4-6, 7-5, 6-1.
- Федерер выигрывает 3-й титул в сезоне и 9-й за карьеру на соревнованиях серии.
- Роддик уступает третий подряд финал на соревнованиях серии.

#### Женщины. Одиночный турнир
Мария Шарапова обыграла  Жюстин Энен-Арденн со счётом 6-4, 6-4.
- Шарапова выигрывает 1-й титул в сезоне и 2-й за карьеру на соревнованиях серии.
- Энен-Арденн уступает 3-й финал в сезоне и 4-й за карьеру на соревнованиях серии.

#### Мужчины. Парный турнир
Мартин Дамм /  Леандер Паес обыграли  Йонаса Бьоркмана /  Максима Мирного со счётом 6-7(5), 6-4, 6-3.
- Дамм с третьей попытки побеждает в финале соревнования серии.
- Паес выигрывает 1-й титул в сезоне и 4-й за карьеру на соревнованиях серии.

#### Женщины. Парный турнир
Натали Деши /  Вера Звонарева обыграли  Динару Сафину /  Катарину Среботник со счётом 7-6(5), 7-5.
- Представительница Франции выигрывает турнир Большого шлема впервые за 24 соревнования.
- Представительница России выигрывает турнир Большого шлема впервые за семь соревнований.

#### Микст
Мартина Навратилова /  Боб Брайан обыграли  Квету Пешке /  Мартина Дамма со счётом 6-2, 6-3.
- Навратилова выигрывает 1-й титул в сезоне и 10-й за карьеру на соревнованиях серии.
- Брайан выигрывает 1-й титул в сезоне и 3-й за карьеру на соревнованиях серии.

### Юниоры

#### Юноши. Одиночный турнир
Душан Лойда обыграл  Питера Полански со счётом 7-6(4), 6-3.
- Представитель Чехии впервые побеждает на турнире Большого шлема.

#### Девушки. Одиночный турнир
Анастасия Павлюченкова обыграла  Тамиру Пашек со счётом 3-6, 6-4, 7-5.
- Павлюченкова выигрывает свой 2-й титул за карьеру на соревнованиях серии.
- Представительница России побеждает на американском турнире впервые за четыре года.

#### Юноши. Парный турнир
Джейми Хант /  Натаниэль Шнугг обыграли  Джармере Дженкинса /  Остина Крайчека со счётом 6-3, 6-3.
- Американская мононациональная пара выигрывает турнир третий год подряд.
- Семь из 12 последних турниров серии выиграли американские мононациональные пары.

#### Девушки. Парный турнир
Михаэла Бузарнеску /  Йоана Ралука Олару обыграли  Анастасию Павлюченкову /  Шэрон Фичмен со счётом 7-5, 6-2.
- Мононациональная пара выигрывает турнир серии впервые за девять соревнований.
- Представительница Румынии выигрывает турнир серии впервые за 25 соревнований.